# Patria Jiménez

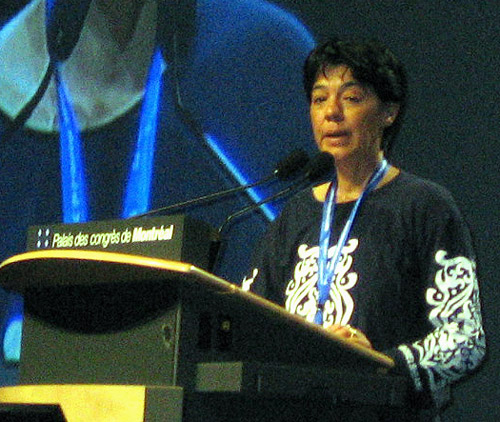
Patria Jiménez auf einer Internationalen Konferenz zu LGBT Menschenrechten, 2006

Elsa Patria Jiménez Flores (* 1957 in San Luis Potosi, Mexiko) ist eine mexikanische Politikerin.
Seit den Parlamentswahlen von 1997 ist Jiménez die erste offen homosexuelle Abgeordnete im mexikanischen Parlament. Sie gehört als Politikerin der Partei Partido de la Revolución Democrática (PRD) an. Jiménez ist die Vorsitzende der mexikanischen LGBT-Organisation El Clóset de Sor Juana. Die Organisation ist als NGO-Organisation bei der UNO zugelassen. Der Name der LGT-Organisation erinnert an die katholische Nonne und Dichterin Juana Inés de la Cruz.